# Экинчи, Нецат
Нецат Экинчи (тур. Necat Ekinci; род. 20 октября 1999) — турецкий боксёр-любитель, выступающий в полусредней и в первой средней весовых категориях. Член национальной сборной Турции (2020-х годов), участник Олимпийских игр 2020 года в любителях.

## Любительская карьера
В сентябре 2019 года принимал участие на чемпионате мира в Екатеринбурге, где в полусредней весовой категории (до 69 кг), в 1/8 финала уступил кубинцу Роньелу Иглесиасу. В июне 2021 года в Париже в 1/4 финала европейского квалификационного тура на Олимпийские игры в Токио единогласным решением судей проиграл россиянину Андрею Замковому. На Олимпийских играх 2020 года уступил на стадии 1/16 финала белорусу Александру Радионову.
В мае 2022 года участвовал на чемпионате Европы в Ереване (Армения), в весе до 71 кг, где он в четвертьфинале по очкам раздельным решением судей проиграл валлийцу Гарану Крофту, — который в итоге стал серебряным призёром чемпионата Европы 2022 года.
В июле 2022 года участвовал в Средиземноморских игр в городе Оран (Алжир), в весе до 69 кг, где он в 1/8 финала соревнований по очкам проиграл опытному албанцу Албану Бекири.